# Chitose-Linie
| Triebzug des Typs 733 auf der Chitose-Linie |                        |                          |                      |
| |                        |                          |                      |
| Streckenlänge: | 56,6 km + 2,6 km       |                          |                      |
| Spurweite: | 1067 mm (Kapspur)      |                          |                      |
| Stromsystem: | 20 kV 50 Hz ~          |                          |                      |
| Streckengeschwindigkeit: | 130 km/h               |                          |                      |
| Zweigleisigkeit: | Numanohata – Shiroishi |                          |                      |
| |                        |                          |                      |
| Gesellschaft: | JR Hokkaido            |                          |                      |
| \| \| \| ↑ Muroran-Hauptlinie \| \| \| \| 0,0 \| Numanohata (沼ノ端) \| 1898– \| \| \| \| ← Tomiuchi-Linie \| 1922–1943 \| \| \| \| ← Muroran-Hauptlinie \| 1892– \| \| \| 6,4 \| Uenae (植苗) \| 1926– \| \| \| 13,9 \| Bibi (美々) \| 1926– \| \| \| 2,6* \| Shin-Chitose Kūkō \| 1992– \| \| \| \| (新千歳空港) \| \| \| \| \| ← Sekishō-Linie \| 1981– \| \| \| 18,4 0,0* \| Minami-Chitose (南千歳) \| 1980– \| \| \| \| Kaserne Chitose \| 1941–1978 \| \| \| \| Militärflugplatz Chitose \| 1941–1976 \| \| \| \| Chitose-gawa \| \| \| \| 21,4 \| Chitose (千歳) \| 1926– \| \| \| 24,9 \| Osatsu (長都) \| 1958– \| \| \| 27,1 \| Sapporo Beer Teien \| 1990– \| \| \| \| (サッポロビール庭園) \| \| \| \| 29,4 \| Eniwa (恵庭) \| 1926– \| \| \| \| Eniwa-Waldbahn \| 1931–1955 \| \| \| \| Izari-gawa \| \| \| \| 31,9 \| Megumino (恵み野) \| 1982– \| \| \| 34,1 \| Shimamatsu (島松) \| 1926– \| \| \| \| Kaserne Shimamatsu \| 1961–? \| \| \| \| Shimamatsu-gawa \| \| \| \| 40,6 \| Kita-Hiroshima (北広島) \| 1926– \| \| \| \| \| \| \| \| \| Nakanosawa-gawa \| \| \| \| \| \| \| \| \| \| \| \| \| \| \| Nopporo-gawa \| \| \| \| 42,1 \| Ausweiche Nishinosato \| 1994– \| \| \| \| Ausweiche Nishinosato \| 1961–1973 \| \| \| \| \| \| \| \| 48,6 \| Kami-Nopporo (上野幌) \| 1973– \| \| \| \| Kami-Nopporo \| 1926–1973 \| \| \| 51,5 \| Shin-Sapporo (新札幌) \| 1973– \| \| \| \| Atsubetsu-kawa \| \| \| \| \| Ōyachi (大谷地) \| 1926–1973 \| \| \| \| ← Hakodate-Hauptlinie \| 1882– \| \| \| 53,6 \| Güterbahnhof Sapporo \| Güterbahnhof Sapporo \| \| \| 54,4 \| Heiwa (平和) \| 1973– \| \| \| \| Tsukisappu-kawa \| \| \| \| \| Tsukisappu (月寒) \| 1926–1976 \| \| \| \| Armeewaffendepot \| 1944–1945 \| \| \| 56,6 0,0* \| Shiroishi (白石) \| 1903– \| \| \| \| Higashisapporo (東札幌) \| 1926–1986 \| \| \| \| → Jōzankei-Bahnlinie \| 1918–1969 \| \| \| \| Toyohira-gawa \| \| \| \| 3,6* \| Naebo (苗穂) \| 1910– \| \| \| \| Hauptbetriebswerk Naebo \| \| \| \| 5,8* \| Sapporo (札幌) \| 1880– \| \| \| \| ↓ Hakodate-Hauptlinie \| 1880– \| |                        |                          |                      |
| Strecke |                        | ↑ Muroran-Hauptlinie     | ↑ Muroran-Hauptlinie |
| Bahnhof | 0,0                    | Numanohata (沼ノ端)      | 1898–                |
| Abzweig geradeaus und ehemals nach rechts |                        | ← Tomiuchi-Linie         | 1922–1943            |
| Abzweig geradeaus und nach rechts |                        | ← Muroran-Hauptlinie     | 1892–                |
| Haltepunkt / Haltestelle | 6,4                    | Uenae (植苗)             | 1926–                |
| Haltepunkt / Haltestelle | 13,9                   | Bibi (美々)              | 1926–                |
| Strecke · Kopfbahnhof Streckenanfang (im Tunnel) | 2,6*                   | Shin-Chitose Kūkō        | 1992–                |
| Strecke · Tunnelende |                        | (新千歳空港)             | (新千歳空港)         |
| |                        | ← Sekishō-Linie          | 1981–                |
| Bahnhof | 18,4 0,0*              | Minami-Chitose (南千歳)  | 1980–                |
| Betriebsstelle Streckenanfang (Strecke außer Betrieb) · Strecke |                        | Kaserne Chitose          | 1941–1978            |
| Strecke nach links (außer Betrieb) · Abzweig geradeaus, ehemals von links und ehemals von rechts · Betriebsstelle Streckenende und quer (Strecke außer Betrieb) |                        | Militärflugplatz Chitose | 1941–1976            |
| Brücke über Wasserlauf |                        | Chitose-gawa             | Chitose-gawa         |
| Bahnhof | 21,4                   | Chitose (千歳)           | 1926–                |
| Haltepunkt / Haltestelle | 24,9                   | Osatsu (長都)            | 1958–                |
| Haltepunkt / Haltestelle | 27,1                   | Sapporo Beer Teien       | 1990–                |
| Strecke |                        | (サッポロビール庭園)     | (サッポロビール庭園) |
| Haltepunkt / Haltestelle · U-Bahn-Haltepunkt / Haltestelle Streckenanfang (Strecke außer Betrieb) | 29,4                   | Eniwa (恵庭)             | 1926–                |
| Strecke · U-Bahn-Strecke nach links (außer Betrieb) |                        | Eniwa-Waldbahn           | 1931–1955            |
| Brücke über Wasserlauf |                        | Izari-gawa               | Izari-gawa           |
| Haltepunkt / Haltestelle | 31,9                   | Megumino (恵み野)        | 1982–                |
| Bahnhof | 34,1                   | Shimamatsu (島松)        | 1926–                |
| Abzweig geradeaus und ehemals nach links · Betriebsstelle Streckenende und quer (Strecke außer Betrieb) |                        | Kaserne Shimamatsu       | 1961–?               |
| Brücke über Wasserlauf |                        | Shimamatsu-gawa          | Shimamatsu-gawa      |
| Bahnhof | 40,6                   | Kita-Hiroshima (北広島)  | 1926–                |
| |                        |                          |                      |
| Brücke über Wasserlauf (Strecke außer Betrieb) · Brücke über Wasserlauf |                        | Nakanosawa-gawa          | Nakanosawa-gawa      |
| |                        |                          |                      |
| |                        |                          |                      |
| Brücke über Wasserlauf · Brücke über Wasserlauf (Strecke außer Betrieb) |                        | Nopporo-gawa             | Nopporo-gawa         |
| Blockstelle · Strecke (außer Betrieb) | 42,1                   | Ausweiche Nishinosato    | 1994–                |
| Strecke · Blockstelle (Strecke außer Betrieb) |                        | Ausweiche Nishinosato    | 1961–1973            |
| Strecke · Strecke nach halblinks (außer Betrieb) |                        |                          |                      |
| Bahnhof · Strecke von halbrechts (außer Betrieb) | 48,6                   | Kami-Nopporo (上野幌)    | 1973–                |
| Strecke · Haltepunkt / Haltestelle (Strecke außer Betrieb) |                        | Kami-Nopporo             | 1926–1973            |
| Bahnhof · Strecke (außer Betrieb) | 51,5                   | Shin-Sapporo (新札幌)    | 1973–                |
| Brücke über Wasserlauf · Brücke über Wasserlauf (Strecke außer Betrieb) |                        | Atsubetsu-kawa           | Atsubetsu-kawa       |
| Strecke · Bahnhof (Strecke außer Betrieb) |                        | Ōyachi (大谷地)          | 1926–1973            |
| Kreuzung · Strecke von rechts · Strecke (außer Betrieb) |                        | ← Hakodate-Hauptlinie    | 1882–                |
| Dienststation / Betriebs- oder Güterbahnhof · Strecke · Strecke (außer Betrieb) | 53,6                   | Güterbahnhof Sapporo     | Güterbahnhof Sapporo |
| Haltepunkt / Haltestelle · Strecke · Strecke (außer Betrieb) | 54,4                   | Heiwa (平和)             | 1973–                |
| Brücke über Wasserlauf · Brücke über Wasserlauf · Brücke über Wasserlauf (Strecke außer Betrieb) |                        | Tsukisappu-kawa          | Tsukisappu-kawa      |
| Haltepunkt / Haltestelle (Strecke außer Betrieb) |                        | Tsukisappu (月寒)        | 1926–1976            |
| Abzweig geradeaus und ehemals von links · Betriebsstelle Streckenende und quer (Strecke außer Betrieb) · Strecke (außer Betrieb) |                        | Armeewaffendepot         | 1944–1945            |
| Bahnhof · Strecke (außer Betrieb) | 56,6 0,0*              | Shiroishi (白石)         | 1903–                |
| Abzweig geradeaus, ehemals nach links und ehemals von links · Bahnhof quer (Strecke außer Betrieb) · Abzweig nach rechts und von rechts (Strecke außer Betrieb) |                        | Higashisapporo (東札幌)  | 1926–1986            |
| Strecke · Strecke nach links (außer Betrieb) |                        | → Jōzankei-Bahnlinie     | 1918–1969            |
| Brücke über Wasserlauf |                        | Toyohira-gawa            | Toyohira-gawa        |
| Betriebs-/Güterbahnhof Streckenanfang · Bahnhof | 3,6*                   | Naebo (苗穂)             | 1910–                |
| |                        | Hauptbetriebswerk Naebo  |                      |
| Bahnhof | 5,8*                   | Sapporo (札幌)           | 1880–                |
| Strecke |                        | ↓ Hakodate-Hauptlinie    | 1880–                |

Die Chitose-Linie (jap. 千歳線, Chitose-sen) ist eine Eisenbahnstrecke auf der japanischen Insel Hokkaidō, die von der Bahngesellschaft Hokkaido Railway Company (JR Hokkaido) betrieben wird. Sie verbindet Sapporo mit Numanohata bei Tomakomai. Ebenfalls zur Chitose-Linie gehört eine Zweigstrecke, die den Flughafen Neu-Chitose an das Schienennetz anbindet. Die Chitose-Linie wurde 1926 eröffnet und erhielt 1973 zum Teil eine neue Streckenführung, der Flughafenzubringer kam 1992 hinzu.

## Beschreibung

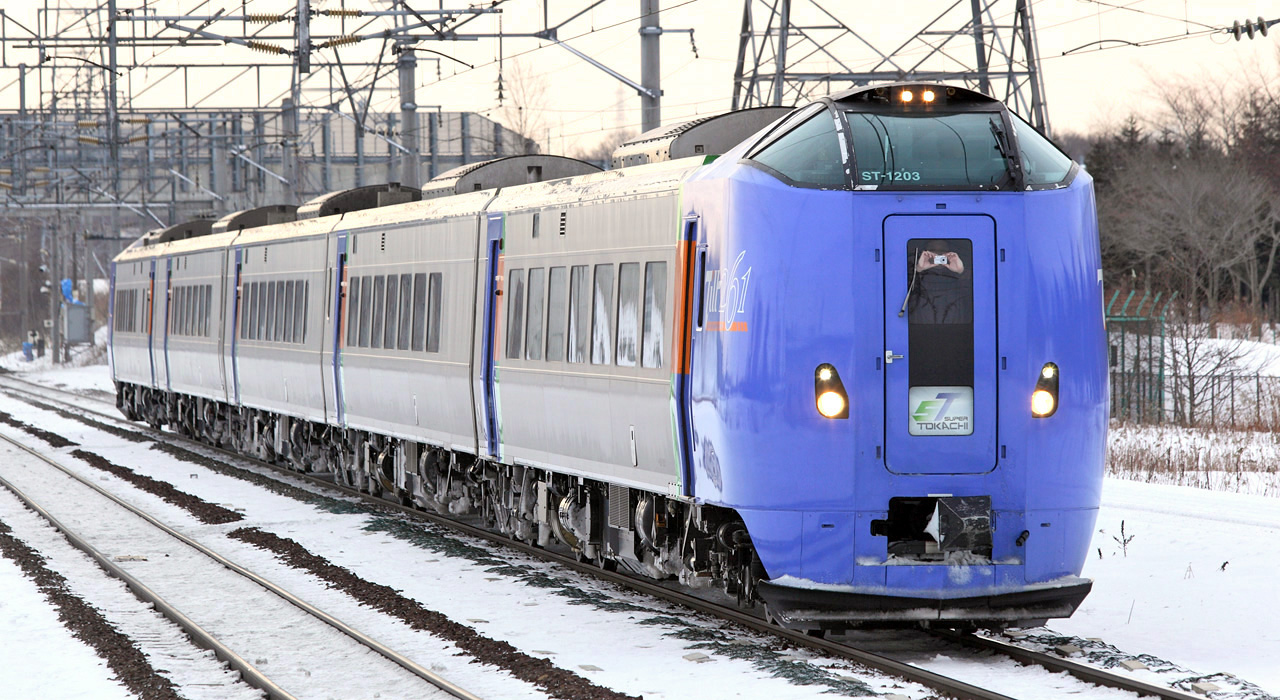
Super Tokachi bei Osatsu

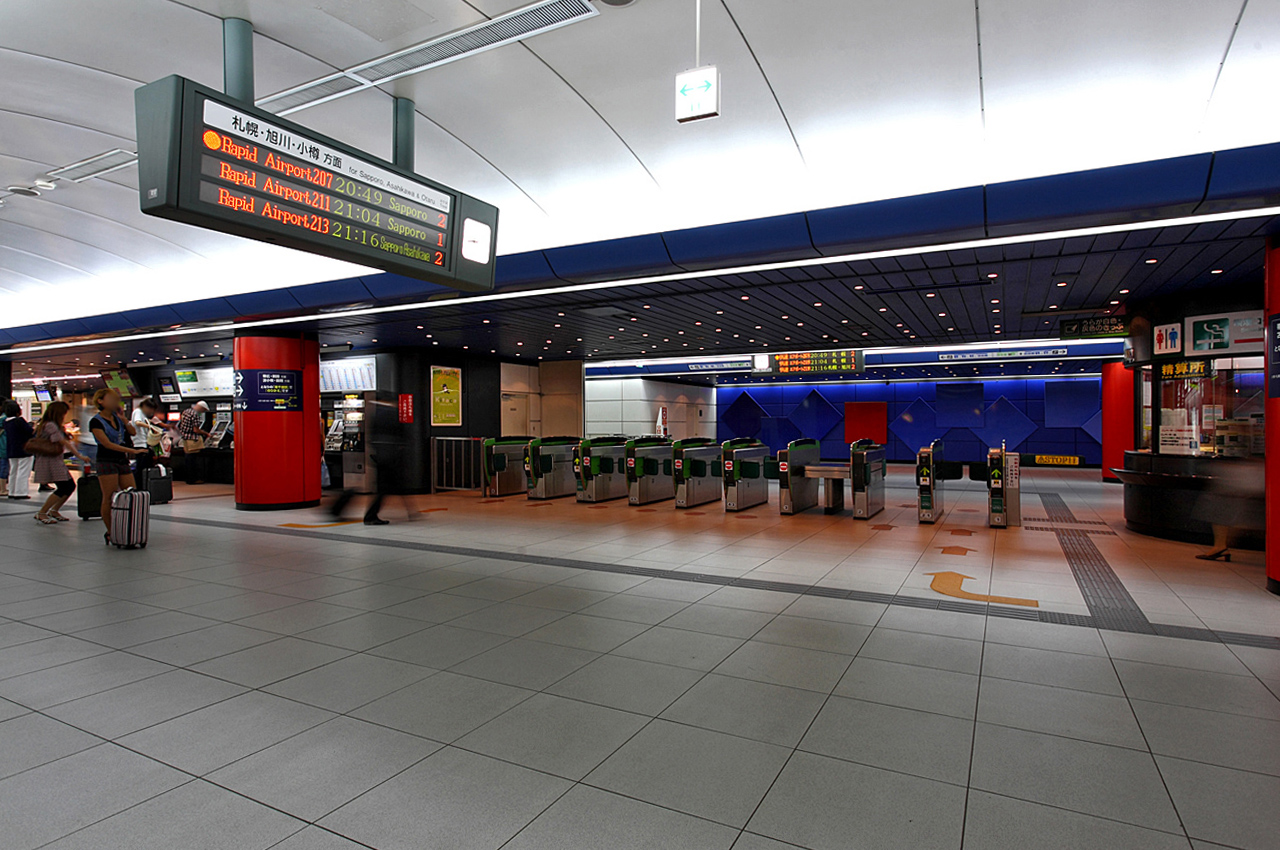
Flughafenbahnhof Neu-Chitose

Zur Chitose-Linie zählen eine Hauptstrecke und eine Zweigstrecke, die beide in Kapspur (1067 mm) verlegt sind. Erstere ist 56,6 km lang; sie beginnt beim Bahnhof Shiroishi im Osten von Sapporo, wo sie von der Hakodate-Hauptlinie abzweigt. Anschließend führt sie in südlicher Richtung über Chitose zum Bahnhof Numanohata bei Tomakomai und trifft dort auf die Muroran-Hauptlinie. Die 2,6 km lange Zweigstrecke verläuft überwiegend in einem Tunnel und verbindet den Bahnhof Minami-Chitose mit dem Flughafenbahnhof des Flughafens Neu-Chitose.
Auf ihrer gesamten Länge ist die Chitose-Linie mit 20 kV 50 Hz Wechselspannung elektrifiziert und mit Ausnahme des Flughafenzubringers zweigleisig ausgebaut. Im Personenverkehr werden 16 Bahnhöfe und Haltestellen erschlossen, darüber hinaus betreibt JR Freight einen Güterbahnhof.

## Züge
Die Chitose-Linie bildet einen Teil der Stammstrecke zwischen Sapporo, dem Süden von Hokkaidō und (seit der Eröffnung des Seikan-Tunnels) der Hauptinsel Honshū. Ebenso spielt sie eine bedeutende Rolle im Nahverkehr der Millionenstadt Sapporo und ermöglicht den Zugang zu Zielen im Osten der Insel. Aus diesen Gründen ist sie die meistbefahrene Bahnstrecke Hokkaidōs.
Etwa alle ein bis zwei Stunden verkehren die dieselbetriebenen Schnellzüge Hokuto und Super Hokuto von Sapporo nach Hakodate, ergänzt um die elektrischen Suzuran-Schnellzüge nach Muroran. Bis Minami-Chitose wird die Chitose-Linie von den Dieselschnellzügen Super Ōzora nach Kushiro und Super Tokachi nach Obihiro mitbenutzt. Vom Flughafen verkehrt im 15-Minuten-Takt der Airport Liner nach Sapporo (jeder zweite Zug fährt weiter nach Otaru). Sämtliche Schlafwagenzüge wurden eingestellt: Hokutosei und Twilight Express im Jahr 2015, Cassiopeia und Hamanasu im Jahr 2016. Im Nahverkehr fahren Regionalzüge in einem dichten Takt zwischen Sapporo und Tomakomai.

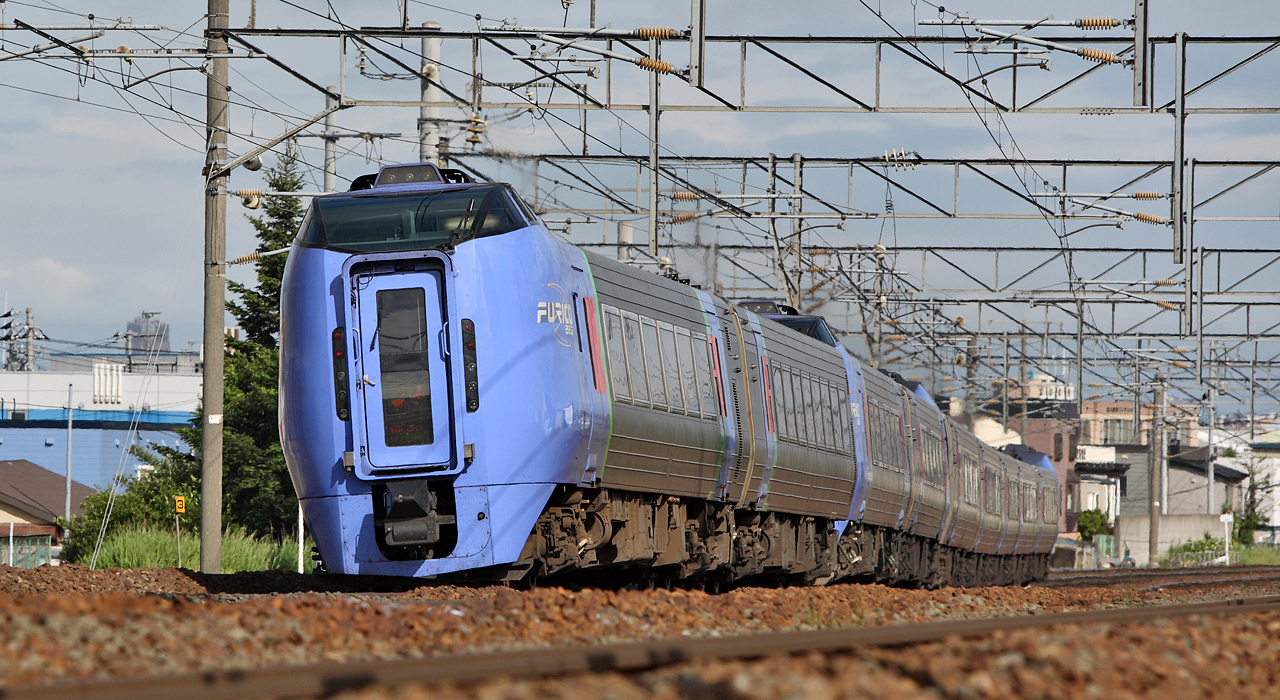
Super Ōzora bei Shiroishi
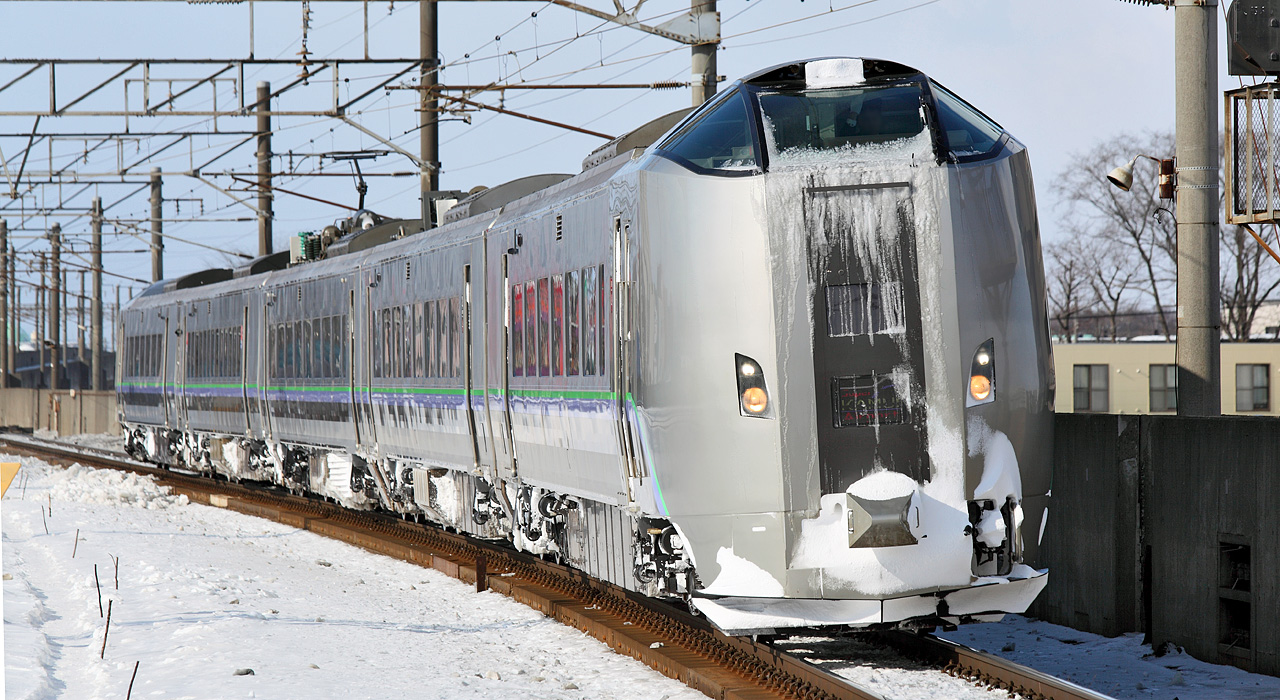
Airport Liner in Chitose
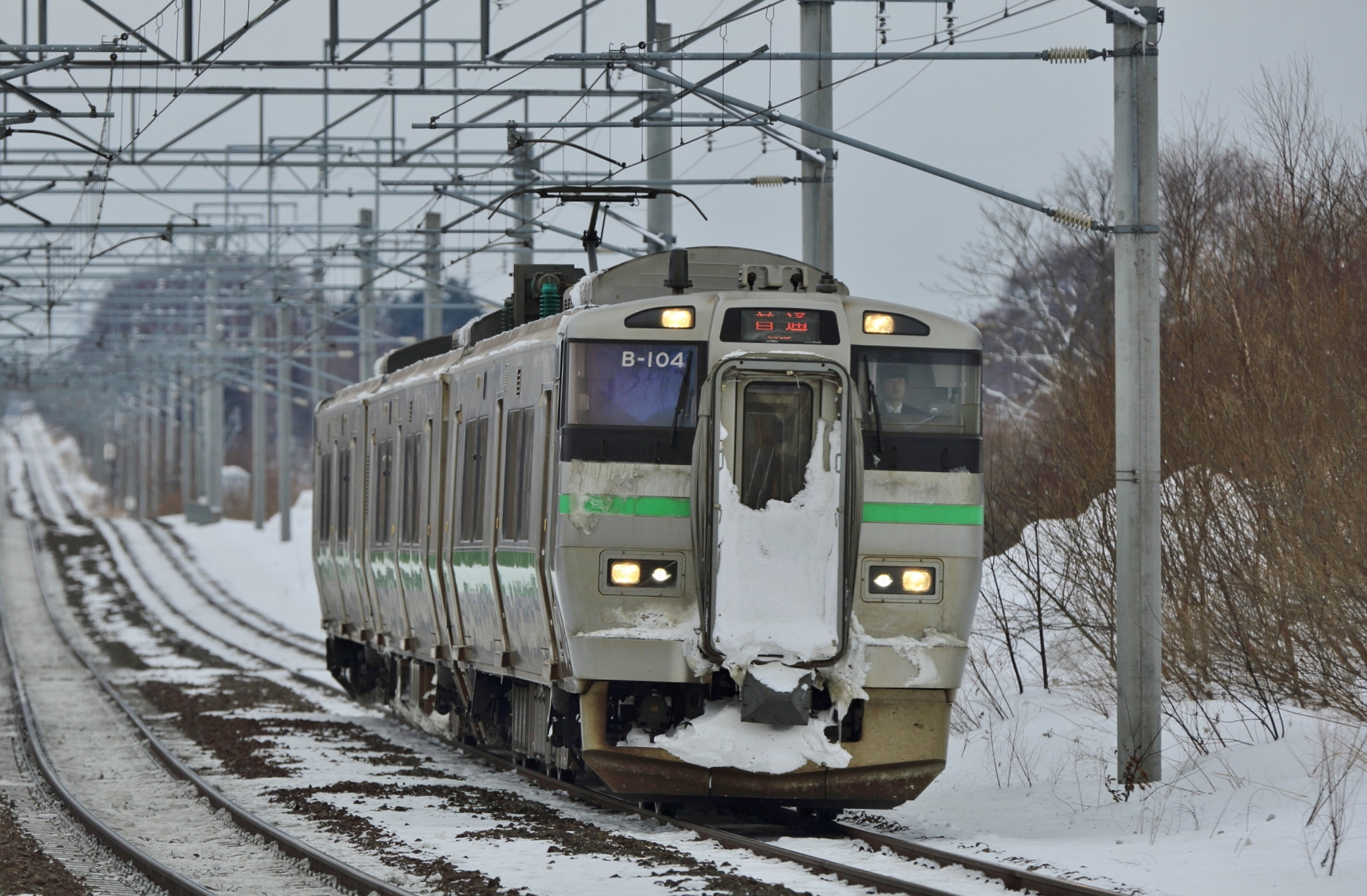
Nahverkehrszug bei Kita-Hiroshima
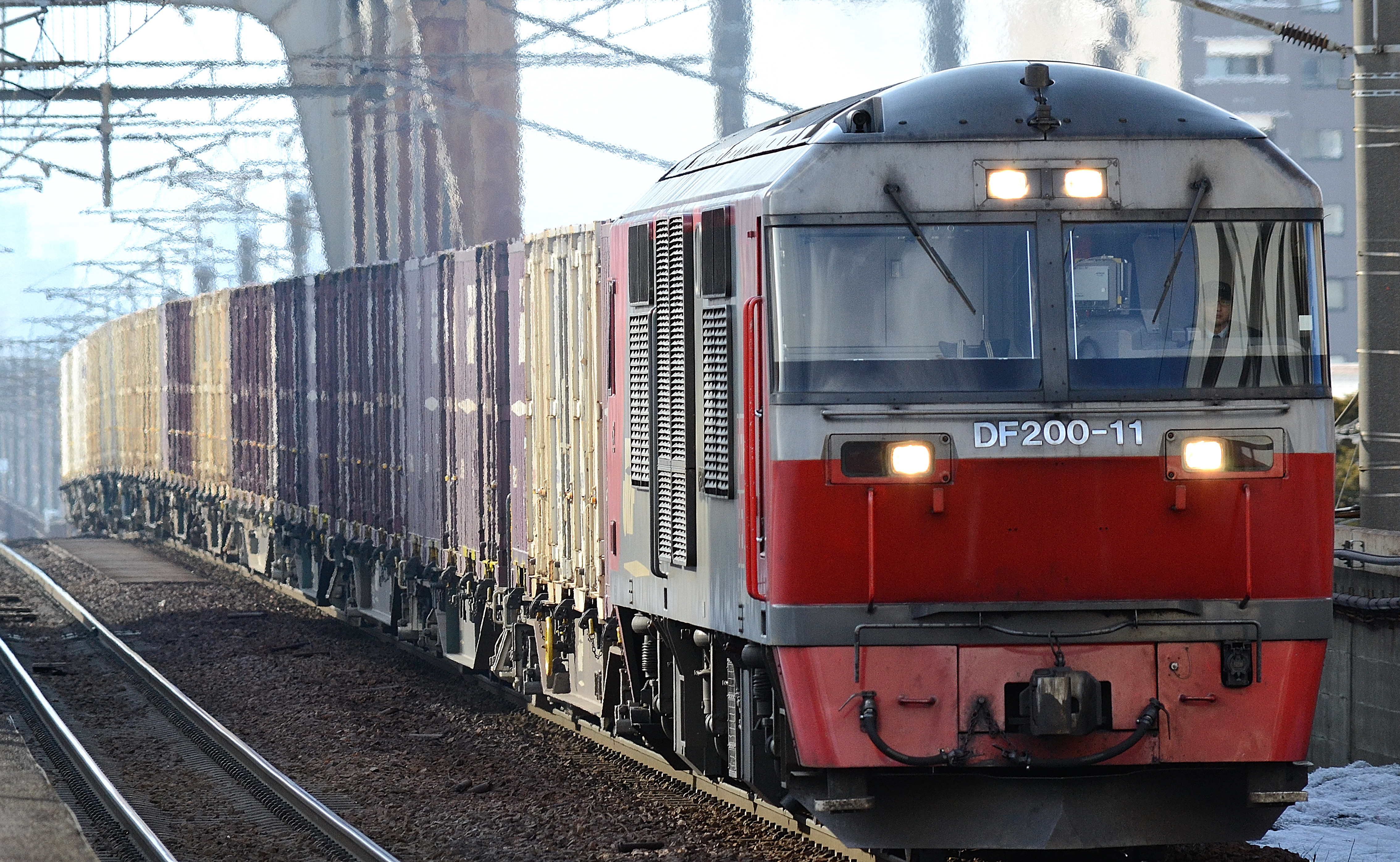
Güterzug auf der Chitose-Linie

## Geschichte
Das Eisenbahnnetz Hokkaidōs war in den ersten Jahrzehnten überwiegend darauf ausgerichtet, Kohle aus den Bergbaugebieten möglichst direkt zu den Häfen an der Pazifikküste zu transportieren. Aus diesem Grund gab es zunächst keine direkte Verbindung zwischen Sapporo und Tomakomai, weshalb Reisende zwischen beiden Städten einen längeren Umweg über Iwamizawa in Kauf nehmen mussten. Die private Bahngesellschaft Hokkaidō Tetsudō schloss diese Lücke am 21. August 1926 mit der Eröffnung der Sapporo-Linie (札幌線, Sapporo-sen) von Naebo/Shiroishi bei Sapporo nach Numanohata. Der nördlichste Abschnitt bis Higashisapporo war bereits sechs Jahre zuvor als Teil der Jōzankei-Bahnlinie entstanden.
Am 25. Juli 1931 wurde der Abschnitt Naebo–Higashisapporo elektrifiziert (1500 V Gleichspannung), dies betraf jedoch nur die Züge der Jōzankei-Bahnlinie. Ab 26. Oktober 1940 verkehrten die Züge der Sapporo-Linie über Naebo hinaus bis zum Hauptbahnhof von Sapporo. Während des Pazifikkriegs wollte das Eisenbahnministerium einige Privatbahnen unter seine Kontrolle bringen, die nach der ersten Verstaatlichungswelle von 1906/07 gegründet worden waren. Davon betroffen war auch die Hokkaidō Tetsudō, die am 1. August 1943 verstaatlicht wurde. Das Eisenbahnministerium führte an diesem Tag auch die heute noch verwendete Bezeichnung Chitose-Linie ein.
Die ab 1949 zuständige Japanische Staatsbahn setzte die vor dem Krieg begonnene Umstellung auf Dieseltraktion fort; diese Maßnahme war am 1. Juni 1955 abgeschlossen. Am 1. Oktober 1957 wurde die Jōzankei-Bahnlinie von Naebo nach Higashisapporo zurückgezogen, woraufhin man dort die Gleichstrom-Oberleitung entfernte. Allmählich gewann die Chitose-Linie an Bedeutung, beispielsweise 1959 mit der Einführung der ersten Schnellzüge. Etappenweise baute die Staatsbahn die Strecke auf Doppelspur aus: 1965 zwischen Chitose und Eniwa, 1966 zwischen Eniwa und Kita-Hiroshima, 1968 zwischen Uenae und Chitose sowie 1969 zwischen Uenae und Numanohata.
Das eingleisige, kurvenreiche Teilstück von Naebo über Ōyachi nach Kita-Hiroshima war ein Flaschenhals, weshalb ihn die Staatsbahn durch eine geradlinigere, doppelspurige Neubaustrecke via Shin-Sapporo ersetzte. Ihre Eröffnung erfolgte am 9. September 1973; die alte Trasse wurde am nächsten Tag stillgelegt und später zu einem Radweg umgebaut. Am 1. Oktober 1980 elektrifizierte die Staatsbahn die gesamte Chitose-Linie und nahm am selben Tag den Bahnhof Minami-Chitose in Betrieb. Dieser ist Ausgangspunkt der am 1. Oktober 1981 eröffneten Sekishō-Linie, die Sapporo auf direkterem Wege mit dem Osten Hokkaidōs verbindet. Im Zuge der Staatsbahnprivatisierung ging die Chitose-Linie am 1. April 1987 in den Besitz der neuen Gesellschaft JR Hokkaido über.
1990 begannen die Bauarbeiten an der Zweigstrecke von Minami-Chitose zum Flughafenbahnhof Neu-Chitose. Sie war in Zusammenarbeit mit den Dänischen Staatsbahnen geplant worden und wurde am 1. Juli 1992 eröffnet. In kurzer Zeit entwickelte sich der Flughafenzubringer zum profitabelsten Teil des Netzes von JR Hokkaido.

## Liste der Bahnhöfe
| Name                   | Name                                    | km            | Anschlusslinien                                 | Lage          | Ort                   |               |
| Chitose-Linie          | Chitose-Linie                           | Chitose-Linie | Chitose-Linie                                   | Chitose-Linie | Chitose-Linie         | Chitose-Linie |
| ---------------------- | --------------------------------------- | ------------- | ----------------------------------------------- | ------------- | --------------------- | ------------- |
| H17                    | Numanohata (沼ノ端)                     | 00,0          | Muroran-Hauptlinie                              | Koord.        | Tomakomai             |               |
| H16                    | Uenae (植苗)                            | 06,4          |                                                 | Koord.        | Tomakomai             |               |
| H15                    | Bibi (美々)                             | 13,9          |                                                 | Koord.        | Chitose               |               |
| H14                    | Minami-Chitose (南千歳)                 | 18,4          | Flughafen-Zweigstrecke Sekishō-Linie            | Koord.        | Chitose               |               |
| H13                    | Chitose (千歳)                          | 21,4          |                                                 | Koord.        | Chitose               |               |
| H12                    | Osatsu (長都)                           | 24,9          |                                                 | Koord.        | Chitose               |               |
| H11                    | Sapporo Beer Teien (サッポロビール庭園) | 27,1          |                                                 | Koord.        | Eniwa                 |               |
| H10                    | Eniwa (恵庭)                            | 29,4          |                                                 | Koord.        | Eniwa                 |               |
| H09                    | Megumino (恵み野)                       | 31,9          |                                                 | Koord.        | Eniwa                 |               |
| H08                    | Shimamatsu (島松)                       | 34,1          |                                                 | Koord.        | Eniwa                 |               |
| H07                    | Kita-Hiroshima (北広島)                 | 40,6          |                                                 | Koord.        | Kitahiroshima         |               |
| H06                    | Kami-Nopporo (上野幌)                   | 48,6          |                                                 | Koord.        | Atsubetsu-ku, Sapporo |               |
| H05                    | Shin-Sapporo (新札幌)                   | 51,5          | U-Bahn Sapporo                                  | Koord.        | Atsubetsu-ku, Sapporo |               |
| H04                    | Heiwa (平和)                            | 54,4          |                                                 | Koord.        | Shiroishi-ku, Sapporo |               |
| H03                    | Shiroishi (白石)                        | 56,6          | Hakodate-Hauptlinie                             | Koord.        | Shiroishi-ku, Sapporo |               |
| Hakodate-Hauptlinie    |                                         |               |                                                 |               |                       |               |
| H02                    | Naebo (苗穂)                            | 60,2          |                                                 | Koord.        | Chūō-ku, Sapporo      |               |
| 01                     | Sapporo (札幌)                          | 62,4          | Hakodate-Hauptlinie Sasshō-Linie U-Bahn Sapporo | Koord.        | Chūō-ku, Sapporo      |               |
| Flughafen-Zweigstrecke |                                         |               |                                                 |               |                       |               |
| H14                    | Minami-Chitose (南千歳)                 | 00,0          | Chitose-Linie (Hauptstrecke) Sekishō-Linie      |               | Chitose               |               |
| AP15                   | Shin-Chitose Kūkō (新千歳空港)          | 02,6          |                                                 | Koord.        | Chitose               |               |